# Aeroportul A Coruña
Aeroportul A Coruña (IATA: LCG, ICAO: LECO) este un aeroport din Culleredo⁠(d), Provincia La Coruña, Galicia, Spania ce deservește zona A Coruña. Aeroportul a fost tranzitat în 2022 de 963.957 de pasageri. A fost deschis în 1953 și numit după zona deservită.
Situat la o altitudine de 101 m, aeroportul dispune de 1 pistă. Este operat de ENAIRE⁠(d).

## Infrastructură

### Piste
Aeroportul dispune de o singură pistă. Pista 03/21 are suprafața de asfalt și dimensiunile 2.238 m × 45 m. 